# Корпилівка
Корпи́лівка — село в Україні, у Грицівській селищній громаді Шепетівського району, Хмельницької області. Населення становить 283 осіб.

## Географія
Селом протікає річка Хомора.

## Історія
У 1906 році село Грицівської волості Ізяславського повіту Волинської губернії. Відстань від повітового міста 32 верст, від волості 2. Дворів 40, мешканців 198.